# لاکمه
لاکْمه (به فرانسوی: Lakmé) اپرایی در سه اکت می‌باشد که موسیقی آن توسطِ لئو دلیب آهنگساز مشهور فرانسوی ساخته شده‌است. اپرانامه این اثر نوشته ادمون گوندینه و فیلیپ ژیل است بر پایه رمانی که توسط پیر لوتی تألیف شد. این اپرا نخستین بار در تاریخ ۱۴ آوریل ۱۸۸۳ میلادی در اپرا کمیک (پاریس) به روی صحنه رفت.